# Будь-яке людське серце
Будь-яке людське серце: Інтимний щоденник Лоґана Маунтстюарта (англ. Any Human Heart: The Intimate Journals of Logan Mountstuart) — роман британського письменника Вільяма Бойда 2002 року. Він написаний як щоденник, який веде вигаданий персонаж Маунтстюарт, письменник, чиє життя (1906–1991) охопило визначальні епізоди 20-го століття, крізь кілька континентів і включало заплутану послідовність стосунків і літературних починань. Бойд використовує форму щоденника, щоб дослідити, як громадські події впливають на індивідуальну свідомість, тому в щоденнику Маунтстюарта майже випадково згадується війна, смерть прем’єр-міністра чи зречення короля. Бойд іронічно обігрує тему літературної знаменитості, знайомлячи свого головного героя з кількома реальними письменниками, які включені як персонажі.
Стиль (щоденник) роману з його прогалинами, фальстартами та протиріччями підсилює тему мінливого «я» в романі. Багато моментів сюжету просто зникають. Роман отримав змішані відгуки критиків після публікації, але добре продавався. За сценарієм, написаним Бойдом, була знята телевізійна адаптація, яка вперше вийшла в ефір у 2010 році.

## Синопсис
Книга починається цитатою Генрі Джеймса: «Ніколи не кажіть, що ви знаєте останнє слово про будь-яке людське серце». Коротка передмова (анонімний редактор припускає, що вона була написана в 1987 році) пояснює, що перші сторінки були втрачені, і коротко розповідає про дитинство Маунтстюарта в Монтевідео, Уругвай, перш ніж він переїхав до Англії у віці семи років зі своїм батьком-англійцем і матір’ю-уругвайкою. Під час останнього семестру в школі він і двоє друзів поставили перед собою завдання: Лоґан має потрапити до першої шкільної команди XV з регбі; Пітер Скабіус повинен спокусити Тесс, дочку місцевого фермера; а Бен Ліпінг, колишній єврей, змушений прийняти римо-католицизм. Маунтстюарт приїжджає на виставку в Оксфорд і залишає його з третім з історії. Оселившись у Лондоні, він користується першим успіхом як письменник із The Mind's Imaginings, надзвичайно успішною біографією Шеллі; The Girl Factory, непристойний роман про повій (який має погані відгуки, але добре продається); і Les Cosmopolites, поважну книгу про деяких незрозумілих французьких поетів. Мати Маунтстюарта втрачає сімейне багатство під час краху на Уолл-стріт. Він починає серію любовних зустрічей: він втрачає цноту з Тесс, його відкидає Ленд Фотергілл, якого він зустрів в Оксфорді, і одружується з Лотті, донькою графа. Вони живуть разом у Торп-Холлі в Норфолку, де Маунтстюарт, якого не надихає повільне сільське життя та його тепла, але нудна дружина, пустує.
Він зустрічає Фрейю під час відпустки і починає з нею роман. Перед тим, як він відправиться до Барселони, щоб зробити репортаж про громадянську війну в Іспанії, Лотті несподівано відвідує його квартиру в Лондоні та швидко розуміє, що з ним живе інша жінка. Повернувшись до Англії, після гострого розлучення, він одружується з Фреєю в ратуші Челсі. Молодята переїжджають до будинку в Баттерсі, де Фрейя народжує дочку Стеллу. Під час Другої світової війни Ян Флемінг залучає Маунтстюарта до відділу морської розвідки. Його відправляють до Португалії стежити за герцогом і герцогинею Віндзорськими; коли вони переїжджають на Багами, Маунтстюарт слідує за ними, грає в гольф із герцогом і регулярно спілкується аж до вбивства сера Гаррі Оукса. Маунтстюарт підозрює герцога в змові після того, як двоє найнятих детективів попросили його звинуватити зятя Оукса за допомогою фальшивих відбитків пальців. Маунтстюарт відмовляється, і герцогиня називає його «Юдою». Пізніше під час війни Маунтстюарт був інтернований у Швейцарії на два роки. Після закінчення війни він із сумом дізнався, що Фрейя, вважаючи його мертвим, вийшла заміж повторно, а потім загинула разом зі Стеллою під час атаки V-2.

## Телевізійна адаптація
15 квітня 2010 року Channel 4 оголосив про створення чотирисерійного серіалу за мотивами роману. Бойд написав сценарій, а (послідовно) Сем Клафлін, Меттью Макфадієн і Джим Бродбент зіграли Маунтстюарта, коли він старіє. Транслювався з 21 листопада по 12 грудня 2010 року. Драма транслювалася в переробленому вигляді у вигляді трьох півторагодинних епізодів 13, 20 і 27 лютого 2011 року в США на PBS в рамках програми Masterpiece Classic.

## Додаткові посилання
- Any Human Heart з сайту автора
- Financial Times, квітень 2002 р., «Попутник, який подорожує зі знаменитими»
- FT Weekend, 2002-04-27, Лінія фронту: «Успіх із кривою посмішкою»
- The Telegraph, 2010-11-21, Телебачення та радіо: «Джилліан Андерсон: Людей забагато обманюють»